# 多伊爾冰川
多伊爾冰川（英語：Doyle Glacier），是南極洲的冰川，位於葛拉漢地的葛拉漢海岸，處於普羅斯佩克特角，由英國的探險隊繪入地圖，現時由南極條約體系管理。